# هارولد یکم، پادشاه انگلستان
هارولد یکم (زادهٔ ۱۰۱۲ یا ۱۰۱۶ - درگذشتهٔ ۱۷ مارس ۱۰۴۰) پادشاه انگلستان از ۱۰۳۵ تا ۱۰۴۰ بود.
او را به دلیل سرعت زیاد و مهارت‌های شکارگری‌اش هارولد پاخرگوش لقب داده بودند. و او در طول حکومتش توانست قلمرو خود را از گزند متجاوزان اسکاتلندی و ولزی درامان نگاه دارد.

## زندگینامه
هارولد پسر نامشروع کانوت بزرگ، پادشاه دانمارکی انگلستان از الگیفوی نورث‌هامپتونی و برادر ناتنی هارتاکانوت، پادشاه دانمارک بود. کانوت در ۱۰۳۵ درگذشت و طبق وصیت او هارتاکانوت، تنها پسر قانونی او از همسرش امای نورماندی باید جانشین او در هر دو سرزمین دانمارک و انگلستان می‌شد. اما هارتاکانوت در آن زمان خود در دانمارک درگیر بود و عدم حضورش در انگلستان سبب شد تا هارولد در همان سال به‌عنوان نایب‌السلطنه انتخاب شود. او که خود مدعی تاج و تخت انگلستان بود در ۱۰۳۶ مدعی دیگری به نام آلفرد اتلینگ، پسر اتلرد بدفهم را به قتل رساند و در ۱۰۳۷ خود به پادشاهی انگلستان رسید.
با این حال ملکه اِما نورماندی که از حمایت نجیب‌زادگان قدرتمند وسکس برخوردار بود و در غیاب پسرش ادارهٔ امور را در دست داشت تلاش بسیار نمود تا هارولد را به نفع هارتاکانوت از قدرت برکنار سازد، اما سرانجام مجبور به فرار و پناه‌جویی در فلاندرز شد. در آنجا هارتاکانوت نیز به او پیوست و آن دو ناوگانی از ۶۰ کشتی جنگی را گردآورده و آمادهٔ حمله به انگلستان شدند. اما هارولد در ۱۷ مارس ۱۰۴۰ در آکسفورد درگذشت و هارتاکانوت که دیگر نیازی به لشکرکشی نداشت به انگلستان رفت و پس از برادرش بر تخت پادشاهی نشست.